# Cannen Cunningham
Cannen Cunningham (ur. 7 maja 1993 w Arlington) – amerykański koszykarz, występujący na pozycjach skrzydłowego oraz środkowego.
10 sierpnia 2015 roku został zawodnikiem Energi Czarnych Słupsk. 15 października 2015 roku klub ze Słupska rozwiązał z nim umowę.